# Sweet Child o' Mine
〈Sweet Child o' Mine〉는 미국의 하드 록 밴드 건즈 앤 로지스가 데뷔 음반인 《Appetite for Destruction》에 수록된 곡이다. 1988년 8월에 음반의 세 번째 싱글로 발매된 이 노래는 빌보드 핫 100 차트 1위를 차지하며 이 밴드의 유일한 미국 싱글이 되었다. 《빌보드》에서 1988년 5위를 차지했다. 1989년에 재발표된 이 곡은 영국 싱글 차트에서 6위에 올랐다. 기타리스트 슬래시는 1990년에 "이 노래는 엄청난 히트로 바뀌었고 지금은 저를 아프게 해요. 제 말은, 저는 그 곡을 좋아하지만, 그것이 나타내는 것은 싫어요."

## 배경 및 구성
선셋 스트립에 있는 밴드의 집에서 잼 세션을 하는 동안, 드러머 스티븐 애들러와 슬래시는 몸을 풀고 있었고 슬래시는 애들러에서 얼굴을 찌푸리는 동안 "서커스" 멜로디를 연주하기 시작했다. 리듬 기타리스트 이지 스트래들린은 슬래시에게 다시 연주해 달라고 요청했다. 스트래들린은 몇 가지 코드를 생각해 냈고, 더프 맥케이건은 베이스라인을 만들었고, 애들러는 비트를 계획했다. 슬래시는 자서전에서 "한 시간 안에 내 기타 운동이 다른 것이 되었다"고 말했다. 리드 싱어인 액슬 로즈는 그의 방에서 위층에 있는 음악가들의 이야기를 듣고 있었고, 그가 가사를 쓰도록 영감을 받았고, 다음 날 오후까지 그것을 완성했다. 그는 여자친구 에린 에벌리를 기반으로 하고 있으며, 레너드 스키너드가 "우리가 진심 어린 감정을 얻었음을 확실히 하기 위한" 영감이 되었다고 선언했다. 버뱅크에서의 다음 작곡 세션에서, 밴드는 브리지와 기타 솔로를 추가했다.
밴드가 프로듀서 스펜서 프로퍼와 함께 데모를 녹음했을 때, 그는 곡의 끝에 분류를 추가할 것을 제안했다. 음악가들은 동의했지만 어떻게 해야 할지 몰랐다. 로즈는 이 데모를 들으며 혼잣말을 하기 시작했다. "Where do we go? Where do we go now?"라고 프로퍼는 그 노래를 부르자고 제안했다. 영화 《빅 대디》의 크레딧 동안 반은 라이브 버전, 반은 새로 녹음된 1999년 버전이 나오는 대체 버전이 재생된다.

## 곡 목록
| #  | 제목                                                   | 재생 시간 |
| -- | ------------------------------------------------------ | --------- |
| 1. | 〈Sweet Child o' Mine〉 (LP Version)                   | 5:55      |
| 2. | 〈It's So Easy〉 (Live at The Marquee Club 06.28.1987) |           |

| #            | 제목                                 | 재생 시간 |
| ------------ | ------------------------------------ | --------- |
| 1.           | 〈Sweet Child o' Mine〉 (Remix/Edit) | 3:57      |
| 2.           | 〈Out Ta Get Me〉 (LP Version)       | 4:20      |
| 총 재생 시간 | 총 재생 시간                         | 8:17      |

| #  | 제목                                 | 재생 시간 |
| -- | ------------------------------------ | --------- |
| 1. | 〈Sweet Child o' Mine〉 (LP Version) | 5:55      |
| 2. | 〈Out Ta Get Me〉 (LP Version)       | 4:20      |
| 3. | 〈Rocket Queen〉 (LP Version)        |           |

| #  | 제목                                 | 재생 시간 |
| -- | ------------------------------------ | --------- |
| 1. | 〈Sweet Child o' Mine〉 (Remix/Edit) | 3:57      |
| 2. | 〈Out Ta Get Me〉 (LP Version)       | 4:20      |

## 인증
| 국가                                                            | 인증        | 판매량/출하량 |
| --------------------------------------------------------------- | ----------- | ------------- |
| 오스트레일리아 (ARIA)                                           | 8× 플래티넘 | 560,000       |
| 덴마크 (IFPI Danmark)                                           | 플래티넘    | 90,000        |
| 이탈리아 (FIMI) sales since 2009                                | 3× 플래티넘 | 150,000       |
| 영국 (BPI)                                                      | 3× 플래티넘 | 1,800,000     |
| 미국 (RIAA)                                                     | 골드        | 3,126,000     |
| 미국 (RIAA) Mastertone                                          | 플래티넘    | 1,000,000*    |
| *판매량을 기반으로 한 인증 · 판매량+스트리밍을 기반으로 한 인증 |             |               |